# Julian J. Ewellbrug
De Julian J. Ewellbrug is een kokerliggerbrug over de Zuid-Willemsvaart en de N279 bij Veghel. Boven op de brug rijdt het verkeer van de A50.
De uit 2005 stammende brug is in totaal 170 meter lang en 49 meter breed. De doorvaartbreedte bedraagt 60,9 meter. De brug telt drie overspanningen. Eind 2014 werd de brug opgehoogd met ongeveer 1 meter. Hierdoor kunnen schepen met 3 lagen containers over de Zuid-Willemsvaart varen.
De brug is vernoemd naar een commandant van de geallieerden die de Duitse troepen tijdens de Tweede Wereldoorlog verdreven uit Noord-Brabant.

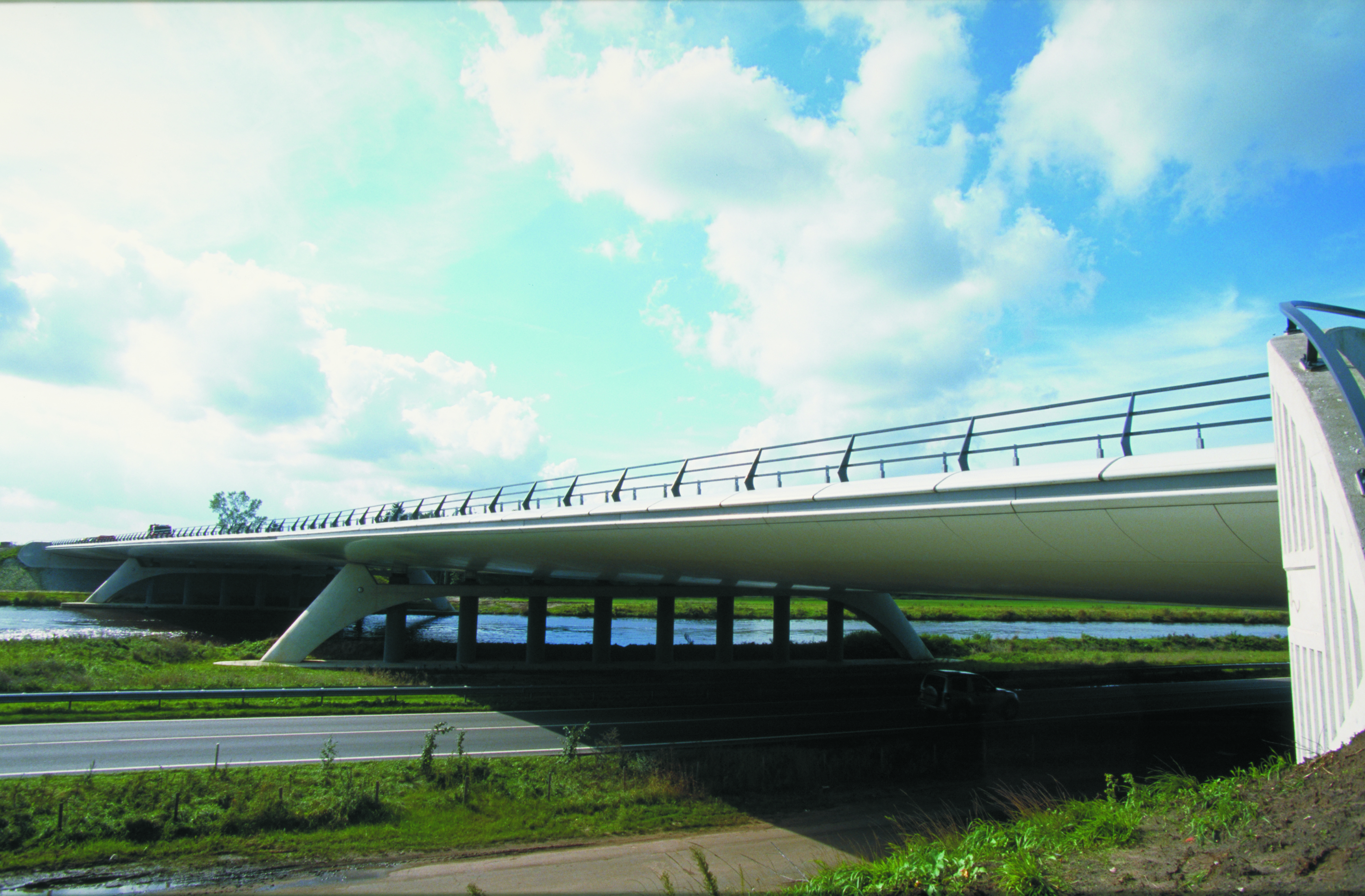
De nieuwe Julian J. Ewellbrug in 2001

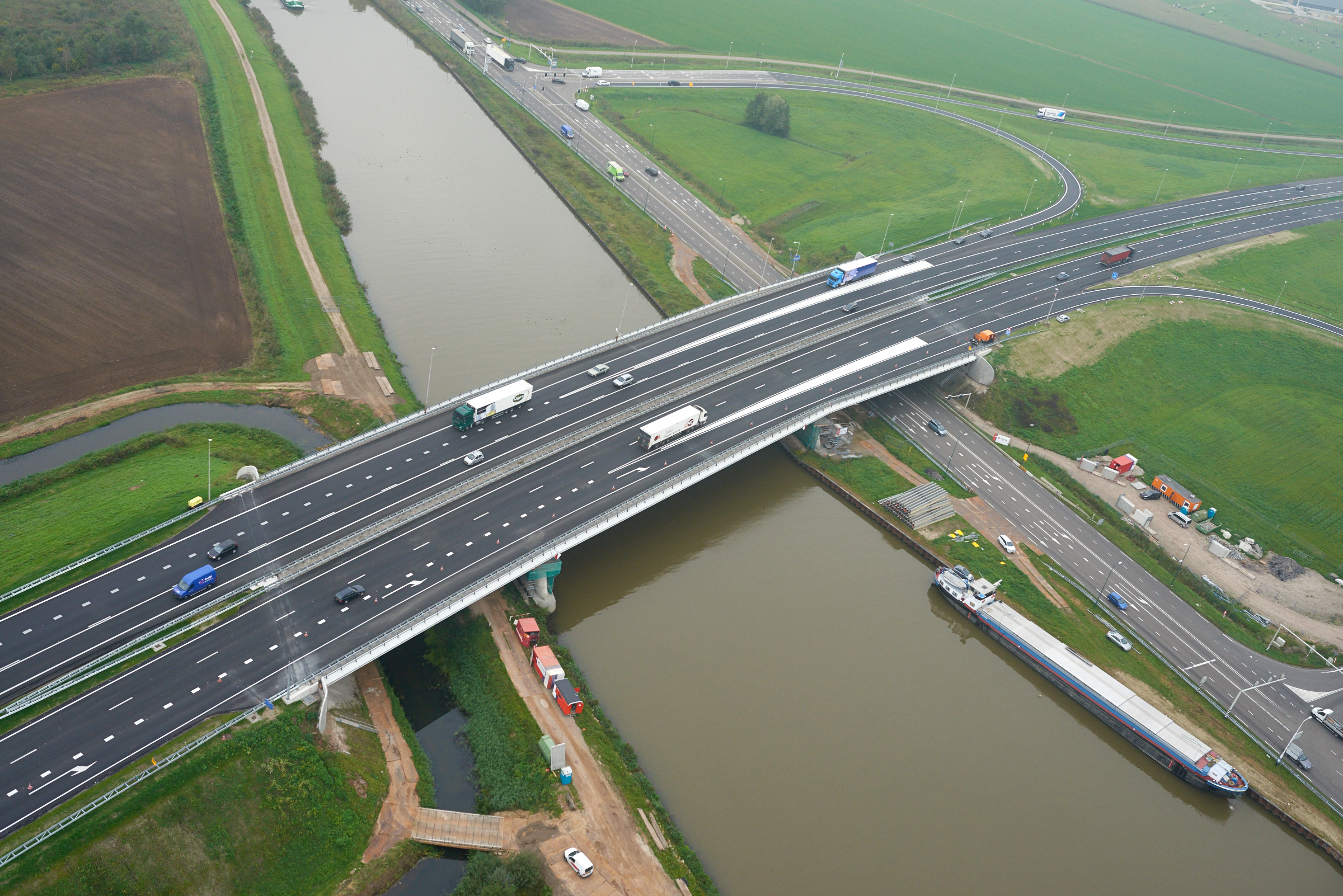
Julian J. Ewellbrug in oktober 2014 na de ophoging van een meter